# Calvera (neutroncsillag)
A Calvera, katalógusbeli nevén 1RXS J141256.0+792204 egy röntgenforrás, amely a Kis Medve csillagképben található objektum, melyet elszigetelt neutroncsillagként azonosítottak. Először a ROSAT német műhold rögzítette, 2006-ban Robert Rutledge végzett újabb kutatásokat, ekkor igazolta, hogy az objektum még mindig igen aktívan sugároz a röntgentartományban. Távolsága 250 és 1000 fényév között van, így ez lehet az egyik legközelebbi neutroncsillag.